# Epicauta atripilis
Epicauta atripilis är en skalbaggsart som beskrevs av Champion 1892. Epicauta atripilis ingår i släktet Epicauta och familjen oljebaggar. Inga underarter finns listade i Catalogue of Life.